# Риџвил (Јужна Каролина)
Риџвил (енгл. Ridgeville) град је у америчкој савезној држави Јужна Каролина.

## Демографија
По попису из 2010. године број становника је 1.979, што је 289 (17,1%) становника више него 2000. године.
| Група             | 2000.       | 2010.         |
| Белци             | 674 (39,9%) | 648 (32,7%)   |
| Афроамериканци    | 992 (58,7%) | 1.263 (63,8%) |
| Азијати           | 0 (0,0%)    | 1 (0,1%)      |
| Хиспаноамериканци | 8 (0,5%)    | 49 (2,5%)     |
| Укупно            | 1.690       | 1.979         |